# Pteryx suturalis
Pteryx suturalis ist ein Käfer aus der Familie der Zwergkäfer (Ptiliidae).

## Merkmale
Die Käfer erreichen eine Körperlänge von 0,7 bis 0,75 Millimetern. Ihr Körper ist breit, leicht gewölbt, hat parallele Seiten und ist wenig fein und dicht anliegend behaart. Er ist braunrot gefärbt, die Spitzen der Deckflügel sind schwärzlich oder die Deckflügel tragen einen länglichen Wisch, der durch das darunterliegende zweite Flügelpaar verursacht wird. Sie sind fein und nicht eng punktförmig strukturiert. Die Fühler und Beine sind gelb. Kopf und Halsschild sind fein chagriniert und fast nicht punktförmig strukturiert, die Hinterwinkel des Halsschildes sind nahezu rechteckig.

## Vorkommen und Lebensweise
Die Art kommt in fast ganz Europa vor. Die nördliche Verbreitungsgrenze umfasst Schottland, das Nordkap, Lappland sowie den Norden Russlands, im Süden ist die Art bis ins Mittelmeergebiet in Spanien, Süditalien und Griechenland verbreitet. Die Art ist in Mitteleuropa sehr häufig. Die Tiere leben in Mulm, faulendem Holz und gelegentlich auch unter Laub und Moos in Wäldern.